# Haras national d'El Jadida
Le haras national d'El Jadida est un haras national marocain, situé face à l'océan à l'entrée de la ville d'El Jadida. Initialement créé en 1913 ou 1931, sous protectorat français, puis démoli, il est reconstruit et modernisé à partir de 2013, puis rouvert en octobre 2015. Il est spécialisé dans l'élevage des chevaux de course et de tbourida.

## Histoire
Le haras initial a été créé en 1913 par le maréchal Lyautey (ou 1931 d'après le directeur de l'établissement Mohammed Oussifhoum), sous protectorat français, sur une surface de 5 hectares. L'objectif initial est purement militaire. Ce haras est ensuite démoli. En 1946, il est placé sous la tutelle du Ministère de l’agriculture, puis à partir de 2011, sous celle de la Société royale d'encouragement du cheval (SOREC). 
La reconstruction de structures équestres modernes au Maroc fait partie des objectifs de la stratégie nationale de la filière équine marocaine, définie en 2011. La mission de reconstruire et de mettre aux normes le haras national d'El Jadida est ainsi confiée à la Société royale d'encouragement du cheval. Les travaux débutent en 2013. Le nouveau haras ouvre en octobre 2015.

## Description
Ce haras est situé face à l'océan Atlantique, près de l'entrée de la ville d'El Jadida et de l'hippodrome Lalla Malika. 
Sa superficie totale est de 4 hectares, dont 6 500 m2 de bâtiments, comportant six écuries, un centre de reproduction, une sellerie, une forge, une salle de ferrage et parage, un paddock, deux carrières, un rond de longe, un bâtiment administratif, un centre équestre, et une infirmerie. Ces équipement sont particulièrement modernes, permettant l'usage de l'insémination artificielle des juments comme de la monte naturelle.  
Ce haras est dirigé par Mohammed Oussidhoum, qui par ailleurs a largement participé aux travaux de modernisation et de reconstruction. Ce haras propose aussi des formations aux métiers équestres,.

## Chevaux stationnés
Le haras national d'El Jadida détient, lors de son inauguration en 2015, 72 étalons toutes races confondues, proposés à la reproduction publique. Il est spécialisé dans les chevaux de course et de tbourida.